# Олдем, Сэм
Сэм О́лдем (англ. Sam Oldham; род. 17 февраля 1993, Ноттингем, Великобритания) — британский гимнаст, бронзовый призёр летних Олимпийских игр 2012 года в командном первенстве, чемпион летних юношеских Олимпийских игр 2010 года.

## Биография
Спортивной гимнастикой Сэм начал заниматься в 7 лет. Также параллельно с гимнастикой Олдем занимался футболом в академии «Ноттс Каунти» и считался очень перспективным молодым футболистом. Но когда перед молодым спортсменом встал выбор подписать профессиональный контракт с футбольным клубом, либо полностью сосредоточиться на спортивной гимнастике, Олдем предпочёл заниматься гимнастикой, поскольку всегда мечтал выступить на летних Олимпийских играх. На юношеском уровне Олдем считался одним из самых талантливых британских гимнастов и его результаты оправдывали связанные с ним ожидания. На счету Олдема несколько золотых медалей международных юношеских соревнований, стал многократным чемпионом Европы среди молодёжи, а также завоевал золото на перекладине на летних юношеских Олимпийских играх.
С 2010 года Олдем начал постоянно привлекаться во взрослую сборную Великобритании. Олдем принял участие в нескольких чемпионатах Европы и мира, но не смог завоевать на них медали, тем не менее молодой спортсмен смог отобраться в сборную Великобритании для участия в летних Олимпийских играх 2012 года. В квалификационном раунде Сэм выступил на всех снарядах, кроме коня-маха и поэтому не мог претендовать на участие в индивидуальном многоборье. Ни на одном из пяти снарядов Олдем не смог пробиться в финал. Лучшим результатом для молодого британца стало 11-е место на перекладине, где он набрал 15,100 очков. В финале командных соревнований Олдем выступил на кольцах, брусьях и перекладине. Результаты британца были далеки от лучших, но это не помешало сборной Великобритании стать бронзовыми призёрами игр.